# ماتيو روبين
ماتيو روبين (بالإيطالية: Matteo Rubin)‏ (9 يوليو 1987 بباسانو دل غرابا في إيطاليا - ) هو لاعب كرة قدم إيطالي في مركز الظهير. شارك مع منتخب إيطاليا تحت 20 سنة لكرة القدم ومنتخب إيطاليا تحت 21 سنة لكرة القدم. أما مع النوادي، فقد لعب مع كييفو فيرونا ونادي بارما ونادي بولونيا ونادي تورينو ونادي سيتاديلا ونادي سيينا ونادي مودينا وهيلاس فيرونا.

## روابط خارجية
- ماتيو روبين على موقع قاعدة بيانات كرة القدم.إي يو (الإنجليزية)
- ماتيو روبين على موقع Soccerway.com (الإنجليزية)
- ماتيو روبين على موقع عالم كرة القدم.نت (الإنجليزية)
- ماتيو روبين على موقع AS.com (الإسبانية)